# Alice Saunier-Seité
Alice Saunier-Seité (Saint-Jean-le-Centenier, 25 aprile 1925 – Parigi, 8 agosto 2003) è stata una politica francese.
Cresciuta in un piccolo centro dell'Ardèche, conseguì un baccalaureato in filosofia per corrispondenza. Dopo la seconda guerra mondiale si trasferì a Parigi dove studiò geografia e ottenne un dottorato di ricerca. Dal 1965 insegnò presso la facoltà di lettere dell'Università di Rennes. Col tempo ricoprì sempre più spesso incarichi amministrativi. Nel 1970 fondò e diresse l'Istituto Universitario di Tecnologia a Sceaux. Nel 1973 diventò rettrice dell'Università di Reims, prima donna a conseguire tale carica in Francia. Durante una visita ufficiale, nell'ottobre del 1975, la Saunier-Seité conobbe il presidente francese Valéry Giscard d'Estaing che notò le sue capacità di buona amministratrice e la convinse a entrare in politica. Dopo aver lavorato sull'università come sottosegretaria, con il governo di Jacques Chirac (dal 12 gennaio al 27 agosto 1976) e con il primo governo di Raymond Barre dal 29 agosto 1976 al 29 marzo 1977, in conseguenza di un rimpasto divenne ministro dell'università nel secondo governo Barre. Ricoprì tale carica anche nel terzo governo Barre, complessivamente dal 29 marzo 1977 al 22 maggio 1981. Nel terzo governo Barre le venne affidata per pochi mesi anche la delega alla famiglia fra il 4 marzo 1981 e il 22 maggio 1981.
Notoriamente una grande lavoratrice, aveva fama di svegliarsi tutti i giorni prima dell'alba e di lavorare fino a notte. Amava presentarsi come una provinciale prestata alla politica. I governi gaullisti dei quali fece parte dovettero affrontare i gravosi problemi ereditati dal sistema universitario francese dopo le rivolte studentesche del 1968 e la lunga stagione della contestazione degli anni settanta: alto numero di iscritti, politicizzazione delle università, caos e disorganizzazione diffusi. La Saunier-Seité procedette a una riorganizzazione del sistema universitario. Impose per decreto che ci fosse un coordinamento fra corsi insegnati e mercato del lavoro, cercò di rafforzare il controllo delle gerarchie accademiche sui membri più giovani del corpo insegnante e in generale si sforzò di restaurare un ordinato funzionamento della struttura universitaria. Per questo motivo fu spesso accusata da professori e studenti di assumere posizioni reazionarie rispetto alle conquiste del 1968. Lo scontro con gli studenti e i professori dell'università di Paris VIII che fu trasferita per decreto da Vincennes a Saint-Denis arrivò a livelli molto aspri. Secondo il giudizio dello storico Pierre Chaunu nessun ministro della storia francese ricevette tanti insulti quanto lei, ma la sua riforma dell'università permise effettivamente al sistema francese di recuperare competitività.
Dopo il suo ritiro dall'università e dalla politica nazionale Alice Saunier-Seité si dedicò alla scrittura e alla politica locale, facendosi eleggere nel consiglio comunale di Parigi.